# MicroStation
MicroStation ist eine CAD-Software des Unternehmens Bentley Systems. Das Dateiformat ist das DGN-Format. 

## Geschichte
MicroStation wurde erst als IGDS (Interactive Graphics Design System) für den PC entwickelt. Damals wurde das Produkt noch „Pseudo Station“ genannt.
1987 wurde MicroStation 2.0 herausgegeben, die erste Version, die das DGN-Format verarbeiten konnte.
MicroStation/J war die letzte Version, die auf dem Dateiformat IGDS aufbaute. Dieses Dateiformat – nahezu einzigartig in der Softwarebranche – wurde über einen Zeitraum von 20 Jahren nahezu unverändert genutzt.